# Borovoi
Borovoi (en carélien : Borovoi, en finnois : Borovoi, en russe : Борово́й) est une municipalité du raïon de Kalevala en république de Carélie.

## Géographie
Borovoi .
La municipalité de Borovoi a une superficie de 3 146 km2.
Elle est bordée au nord-ouest par Luusalmi et au nord-est Jyskyjärvi du raïon de Kalevala, Sosnavitsa du raïon de Belomorsk à l'est, Lietmajärvi du raïon de Mujejärvi au sud, et Kostamus à l'ouest.
La majeure partie de son territoire est forestière et lacustre.
Le village est desservi par l'autoroute 86K-38 (Borovoy-Luusalmi).

## Démographie
Recensements (*) ou estimations de la population
| 1989  | 2009  | 2014  | 2021  |
| ----- | ----- | ----- | ----- |
| 3 060 | 2 282 | 1 691 | 1 384 |